# Canama inquirenda
Canama inquirenda là một loài nhện trong họ Salticidae.
Loài này thuộc chi Canama. Canama inquirenda được Embrik Strand miêu tả năm 1911.